# Gos llop de Saarloos
El gos llop de Saarloos és descendent del pastor alemany i del llop siberià. Encara que és un animal bonic, no és un gran animal de companyia perquè té moltes característiques conductuals del llop.

## Aparença
El cos d'aquest gos és prim i més llarg que alt. Presenta esquena recta i pit moderadament ample. El pit molt ample o profund no és desitjable, ja que no correspon a la morfologia d'un gos trotador. Les potes són llargues i musculoses. El cap del Saarloos té l'aparença del cap d'un llop. Té forma de falca, crani aplanat i stop (depressió naso-frontal) lleuger. El nas és ben pigmentada. Els ulls són de forma ametllada i estan disposats obliquament. La seva expressió és alerta i reservada, pel que prefereixen els ulls grocs, que confereixen aquesta expressió. Les orelles són mitjanes, erectes, triangulars i amb la punta arrodonida.
La cua del gos llop de Saarloos és d'inserció baixa, ampla, llarga i amb pèl profús. Generalment, el gos la porta gairebé recta o lleugerament corbada en forma de sabre.
El pelatge d'aquest gos és variable segons l'època de l'any. A l'hivern predomina la capa interna de pèl que, juntament amb els cabells extern, forma un dens mantell que protegeix el gos i un característic collaret abundant. A l'estiu predomina el pelatge extern. En tots els casos, però, els cabells és dens i cobreix tot el cos, incloent el ventre, la part interna de les cuixes i l'escrot.
El pelatge és de tonalitat clara a la part inferior del cos, la zona interna de les extremitats i la part posterior de les cuixes. A part d'això, els colors acceptats en la raça són el negre ombrejat, marró ombrejat i diferents tonalitats de blanc (des crema fins blanc pur).

## Temperament i caràcter
Aquests gossos no van ser creats per complir un treball en particular i per això el seu temperament no reflecteix el típic temperament dels gossos pastors. Al contrari, els Saarloos són gossos amb comportaments molt primitius (des del punt de vista evolutiu), que recorden al llop. Aquests gossos són molt enèrgics, actius, independents i intel·ligents, però difícils d'entrenar.
Per la seva herència lobuna, tendeixen a ser animals molt reservats amb els estranys i solen ser tímids. Les seves primeres reaccions davant situacions i individus desconeguts són de fugida, però poden arribar a ser agressius si no se'ls permet la llibertat d'allunyar.
Tendeixen a portar-se bé amb gossos amb els que han crescut i poden tolerar gossos estranys. No obstant això, no solen ser bons companys ni per altres mascotes ni per a nens, ja que els seus instints caçadors són forts. És molt important socialitzar els Saarloos des de molt aviat, ja que la finestra de socialització és menor que en altres races de gossos.
Aquests gossos no són els millors per a l'ensinistrament caní convencional, ja que solen ser extremadament independents en la seva forma de pensar. Poden aprendre moltes coses, però mai destacaran en l'obediència canina clàssica ni en els esports per a gossos. De qualsevol manera, a l'hora d'educar, és important entrenar en positiu, especialment a través de l'ensinistrament amb clicker, perquè responen molt malament a l'ensinistrament caní tradicional. Un dels principals problemes en ensinistrar aquests gossos rau en l'educació perquè acceptin romandre en les seves gàbies de viatge perquè senten molta ansietat quan estan en llocs reduïts i no aprenen amb facilitat a romandre en una gàbia.
En tenir comportaments primitius de llop, aquests gossos no són els millors animals de companyia que hi pugui haver. Poden presentar molts problemes de comportament quan viuen en ciutats molt poblades, i viuen millor en hisendes i propietats rurals on tenen suficient espai per córrer. No obstant això, cal tenir cura que no persegueixin altres mascotes i animals de granja.

## Pes i alçada
Aquests gossos són alts i els mascles tenen una alçada a la creu d'entre 65 i 75 centímetres, mentre que l'altura a la creu de les femelles va de 60 a 70 centímetres. El pes varia entre 36 i 41 quilograms.

## Salut i cures
Com que és una raça desconeguda, no es tenen dades precises sobre la incidència de malalties hereditàries. No obstant això, en ser el Saarloos un gos gran i tenir com ancestre el pastor alemany, no està de més prendre precaucions per prevenir problemes causats per displàsia de maluc. Encara que no és obligatori, no seria exagerat prendre plaques radiogràfiques de malucs quan els gossos arriben als dos anys, o quan el veterinari consideri prudent.
La cura del pèl no és especial, i n'hi ha prou amb el raspallat i pentinat regular. No és bona idea banyar a aquests gossos amb molta freqüència, i només s'ha de fer quan els gossos estan bruts.
Els gossos llops de Saarloos necessiten molt d'exercici i no en tenen prou amb uns passejades curtes cada dia. Aquests gossos necessiten llargues passejades cada dia i, millor encara, la possibilitat de córrer i explorar lliurement en una àrea àmplia però segura. No són gossos adequats per a la vida en departament.
També necessiten companyia constant, ja que van evolucionar com animals altament sociables dins del seu clan familiar. No són gossos de canil i necessiten passar molt temps amb la seva família, ja sigui que aquesta comprèn només humans o humans i gossos.

## Història
Malgrat la seva aparença de llop i comportaments primitius, aquesta és una de les races canines més recents i planificades. Va ser creada per Leendert Saarloos, un holandès aficionat al gos pastor alemany, que pensava que la cria intensiva d'aquests gossos els havia debilitat físicament. En el seu intent per mostrar les qualitats de la raça, Saarloos aconseguí que s'usessin aquests gossos com a Gos pigall però el temps va deixar clar que el temperament caut i tímid dels gossos llops no era l'adequat.
El 1975, sis anys després de la mort de Leendert Saarloos, la raça va ser reconeguda pel kennel club holandès, sota el nom de gos llop de Saarloos, en honor del seu creador. Avui en dia el gos de Saarloos és un animal extremadament rar i no se'l coneix fora del seu país d'origen.